# Tragia saxicola
Tragia saxicola är en törelväxtart som beskrevs av John Kunkel Small. Tragia saxicola ingår i släktet Tragia och familjen törelväxter.
Artens utbredningsområde är Florida. Inga underarter finns listade i Catalogue of Life.